# 贡德勒库尔-艾克斯
贡德勒库尔-艾克斯（法語：Gondrecourt-Aix，法語發音：[ɡɔ̃dʁəkuʁ ɛks]）是法国默尔特-摩泽尔省的一个市镇，属于布里埃区。该市镇于1811年由原市镇贡德勒库尔（Gondrecourt）和艾克斯（Aix）合并而成。

## 地理
贡德勒库尔-艾克斯（49°14'44"N, 5°46'9"E）面积12.28 平方千米，位于法国大東部大區默尔特-摩泽尔省，该省份为法国东北部内陆省份，是洛林的一部分，北邻比利时、卢森堡，北起顺时针与摩泽尔省、下莱茵省、孚日省和默兹省接壤。
与贡德勒库尔-艾克斯接壤的市镇（或旧市镇、城区）包括：阿夫莱维尔、贝尚、弗莱维尔-利克西耶尔、诺鲁瓦勒塞克、瓦夫尔地区鲁夫尔。

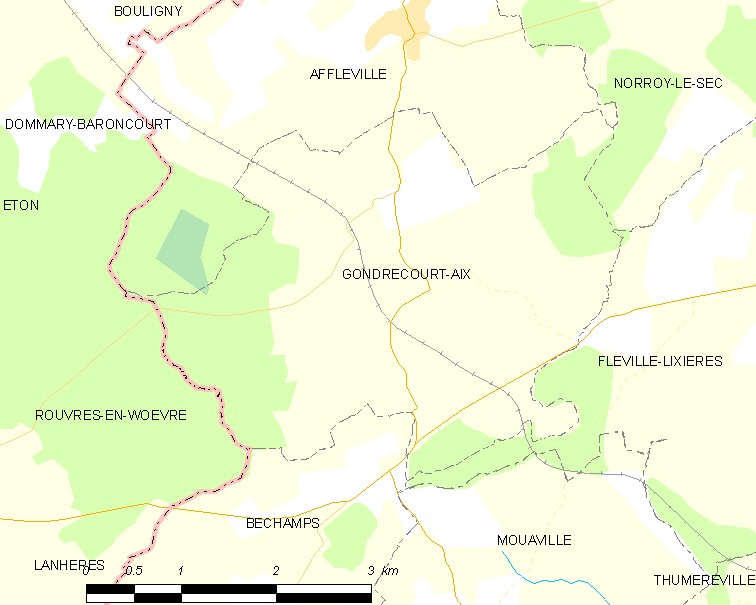
贡德勒库尔-艾克斯的OSM定位图

贡德勒库尔-艾克斯的时区为UTC+01:00、UTC+02:00（夏令时）。

## 行政
贡德勒库尔-艾克斯的邮政编码为54800，INSEE市镇编码为54231。

## 政治
贡德勒库尔-艾克斯所属的省级选区为布里埃地区县。

## 人口

1962-2008年间贡德勒库尔-艾克斯人口变化图示

贡德勒库尔-艾克斯于2022年1月1日时的人口数量为180人。